# 2007年の映画/10月
- 6日
  - アリーナロマンス（ 日本）
  - Wiz/Out（ 日本）
  - エアギター エピソード ゼロ（ アメリカ合衆国/ドキュメンタリー）
  - 朧の森に棲む鬼（ 日本）
  - カタコンベ（ アメリカ合衆国）
  - サウスバウンド（ 日本）
  - 白い馬の季節（ 中国）
  - 白椿（ 日本）
  - 大統領暗殺（ イギリス）
  - 虹色ハーモニー 〜マイ・レインボウ・マン〜/TWILIGHT FILE IV（ 日本）
  - パンズ・ラビリンス（ メキシコ・ スペイン・ アメリカ合衆国）
  - 北極のナヌー（ アメリカ合衆国/ドキュメンタリー）
  - 待つ女（ フランス）
  - 未来予想図 〜ア・イ・シ・テ・ルのサイン〜（ 日本）
  - ラズベリー・ライヒ（ ドイツ・ カナダ）
  - リトル・レッド レシピ泥棒は誰だ!?（ アメリカ合衆国/アニメ）
  - ローグ アサシン（ アメリカ合衆国）
  - ロケットマン!（ タイ）
  - 私の胸の思い出（ 香港）
- 13日
  - カンフー無敵（ 香港）
  - キングダム/見えざる敵（ アメリカ合衆国）
  - 黒帯 KURO-OBI（ 日本）
  - サディスティック・ミカ・バンド（ 日本/ドキュメンタリー）
  - スポーツキル 地獄の殺戮ショー（ アメリカ合衆国）
  - 0093 女王陛下の草刈正雄（ 日本）
  - ダイアナ 〜プリンセス最期の日々〜（ イギリス/ドキュメンタリー）
  - バタフライ・エフェクト2（ アメリカ合衆国）
  - ヒルズ・ハブ・アイズ2 （ アメリカ合衆国）
  - ふみ子の海（ 日本）
  - 僕がいない場所（ ポーランド）
  - レター 僕を忘れないで（ タイ）
- 20日
  - インベージョン（ アメリカ合衆国）
  - グッド・シェパード（ アメリカ合衆国）
  - クワイエットルームにようこそ（ 日本）
  - 「サクゴエ」（ 日本）
  - 逃亡くそたわけ~21才の夏（ 日本）
  - ナルコ（ フランス）
  - 初戀 Hatsu-Koi（ 日本）
  - ヒートアイランド（ 日本）
  - ヘアスプレー（ アメリカ合衆国）
- 27日
  - 愛の言霊（ 日本）
  - アフター・ウェディング（ デンマーク）
  - AFRO SAMURAI アフロサムライ（ アメリカ合衆国・ 日本/アニメ）
  - アレックス・ライダー ( ドイツ・ アメリカ合衆国・ イギリス)
  - ヴィーナス（ イギリス）
  - ガイサンシーとその姉妹たち（ 日本/ドキュメンタリー）
  - クローズZERO（ 日本）
  - この道は母へとつづく ( ロシア)
  - 自虐の詩 （ 日本）
  - スターダスト（ アメリカ合衆国・ イギリス）
  - 1303号室（ 日本）
  - 象の背中（ 日本）
  - ゾンビーノ（ カナダ）
  - タロットカード殺人事件（ イギリス・ アメリカ合衆国）
  - 沈黙のステルス（ アメリカ合衆国）
  - ハダカの城 ～西宮冷蔵･水谷洋一～（ 日本/ドキュメンタリー）
  - 犯人に告ぐ（ 日本）
  - ヒミコさん（ 日本）
  - ブレイブ ワン（ アメリカ合衆国）
  - 真夜中のマーチ（ 日本）